# Älvsjöbågen

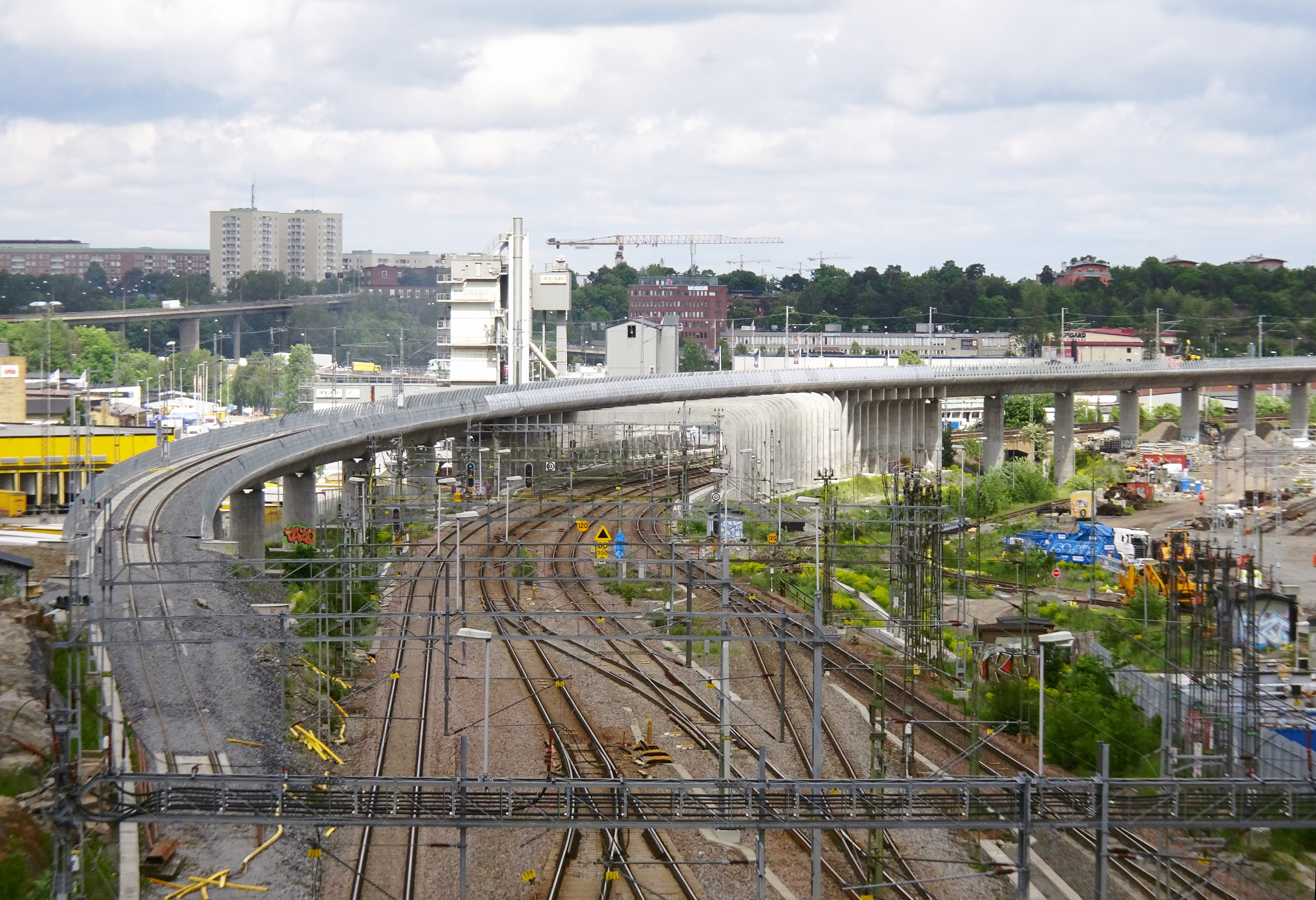
Älvsjöbågen vid Västberga industriområde, juni 2017

Älvsjöbågen är en enkelspårig järnvägsbro som uppfördes 2011–2017. Den 1396 meter långa bron som sträcker sig mellan Västberga och Årstaberg i södra Stockholm är en del av Citybanan och är Sveriges fjärde längsta järnvägsbro och åttonde längsta bro. Bron som byggdes med en för Sverige ovanlig teknik började användas den 10 juli 2017 då hela Citybanan togs i bruk.

## Bakgrund

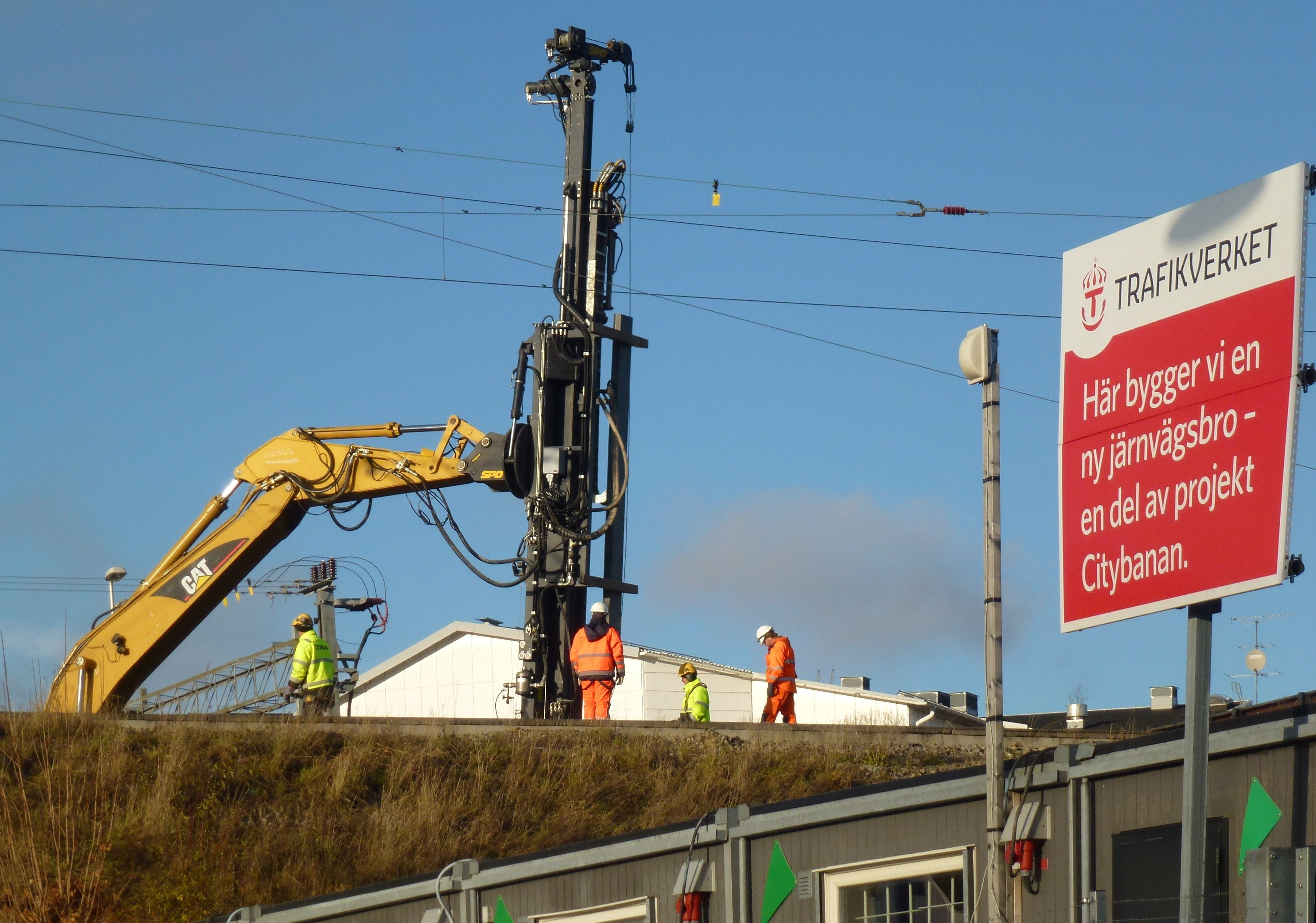
Pålning vid Årstaberg, november 2012.

Sträckan Årstabroarna–Älvsjö station hade före denna bro fyra spår för genomgående trafik som ingick i Västra stambanan. De båda mellersta spåren trafikerades av Stockholms pendeltåg och de båda yttre spåren av fjärr- och godståg. Alla norrgående tåg gick via den nyare, Västra Årstabron medan alla tåg söderut trafikerade den äldre, Östra Årstabron. Det berodde på att norrgående tåg inte skulle påverka södergående tåg.
I och med att Citybanan öppnade 2017 trafikeras Västra Årstabron enbart av pendeltåg (som sedan går via Citybanan) och Östra Årstabron av övriga tåg (som går i ytläge via Riddarholmen). Det beror på att Citybanans södra mynning ansluts till stambanan vid Stockholms södra station på det sättet.
Pendeltåg går söderut i de mittre spåren vid Älvsjö och söderut eftersom plattformarna och anslutningarna mot Nynäsbanan och Grödingebanan är gjorda för det. 
Älvsjöbågen mellan Årstaberg och Älvsjö byggdes för att få de tåg som går norrut mot centralstationen på rätt spår utan korsande spår i plan.

## Brobygget
Den nya järnvägsbron är enkelspårig och ska trafikeras av norrgående fjärr-, regional- och godstågstrafik. Den nya bron sträcker sig i en kurva över befintligt spårområde och når som högst cirka 14 meter över marken. Byggarbetena med betonggjutning påbörjades i januari 2011 och avslutades i januari 2015. Arbetet började med att gjuta bropelarna i den södra änden av Älvsjö godsbangård och fortsatte sedan norrut mot Årstaberg. I slutet av 2015 påbörjades arbetet med att lägga spår och montera signalanläggning.

### Formvagnen
Sedan bropelarna färdigställdes göts brobanan med en 70 meter lång gjutform som flyttades fram bit för bit. Gjutformen låg i en formvagn som rullade fram i takt med att gjutetapperna blev klara. Totalt göts brobanan i 38 etapper från söder till norr ovanför pågående väg- och järnvägstrafik.
Metoden är en speciell och för Sverige ovanlig metod, som annars används främst i Asien och i övriga Europa. Projektet inleddes som en totalentreprenad av danska E. Phil & Søn, men efter bolagets konkurs övertogs entreprenaden av Züblin. Deras personal har instruerats av specialister från Asien. Efter 2014 lades spår och installerades trafiksystem på bron. Längs bron bidrar bullerskyddsskärmar till att ljudnivån från järnvägstrafiken sänks. En anledning till denna metod är att spårtrafiken under bron ska gå så opåverkad som möjligt under byggtiden.

## Namngivning
Bron hade till en början inget officiellt namn. På initiativ av Trafikverket arrangerade P4 Stockholm en namntävling under januari och februari 2015. Det kom över 1 500 förslag på namn bland dem Ryggraden, Årstafrun och Älvsjöbågen. Det sistnämnda vann i en omröstning med 1 479 röster av 3 201 deltagande.

## Bilder från bygget

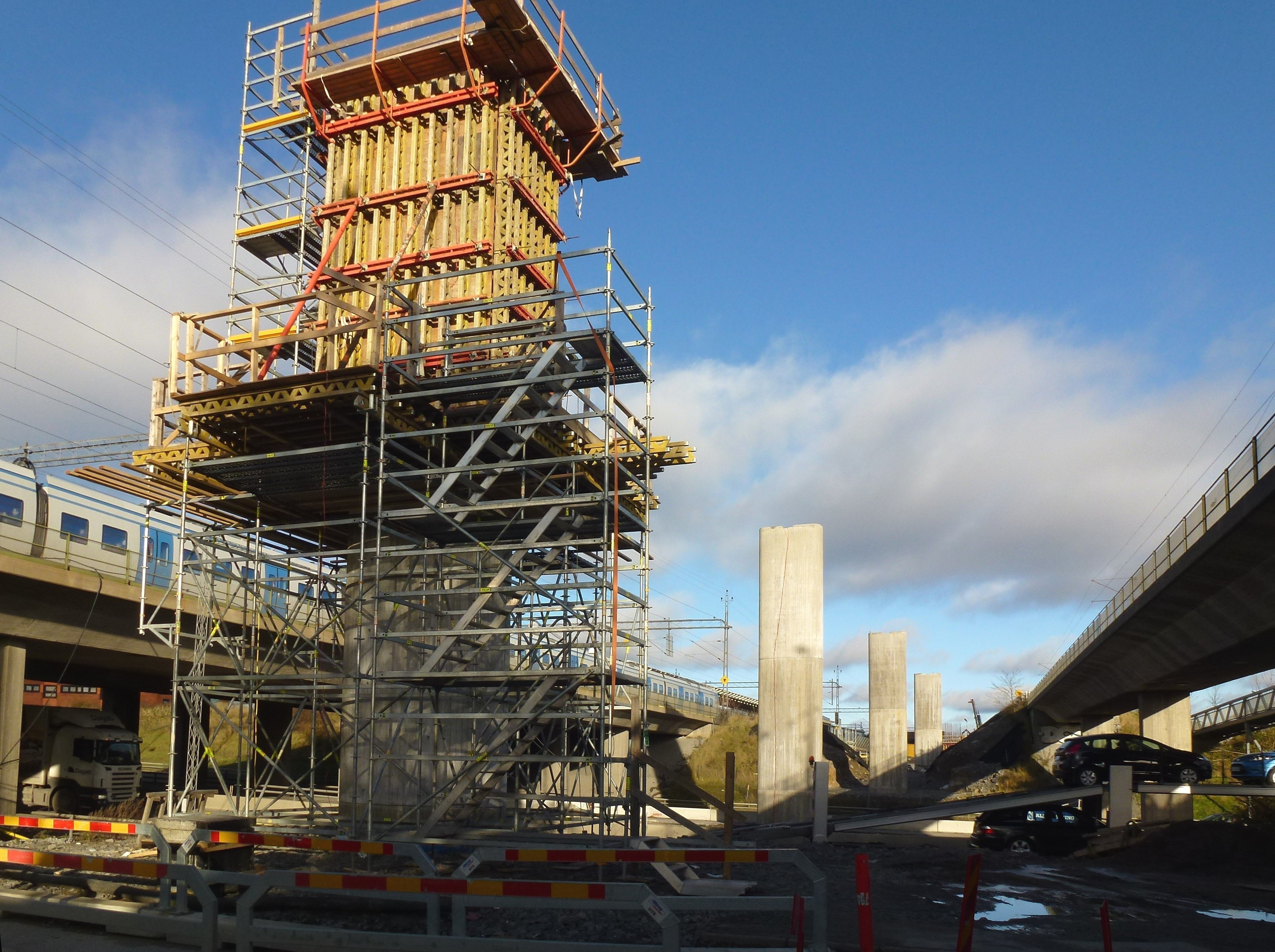
Bropelare gjuts, Årsta, november 2012
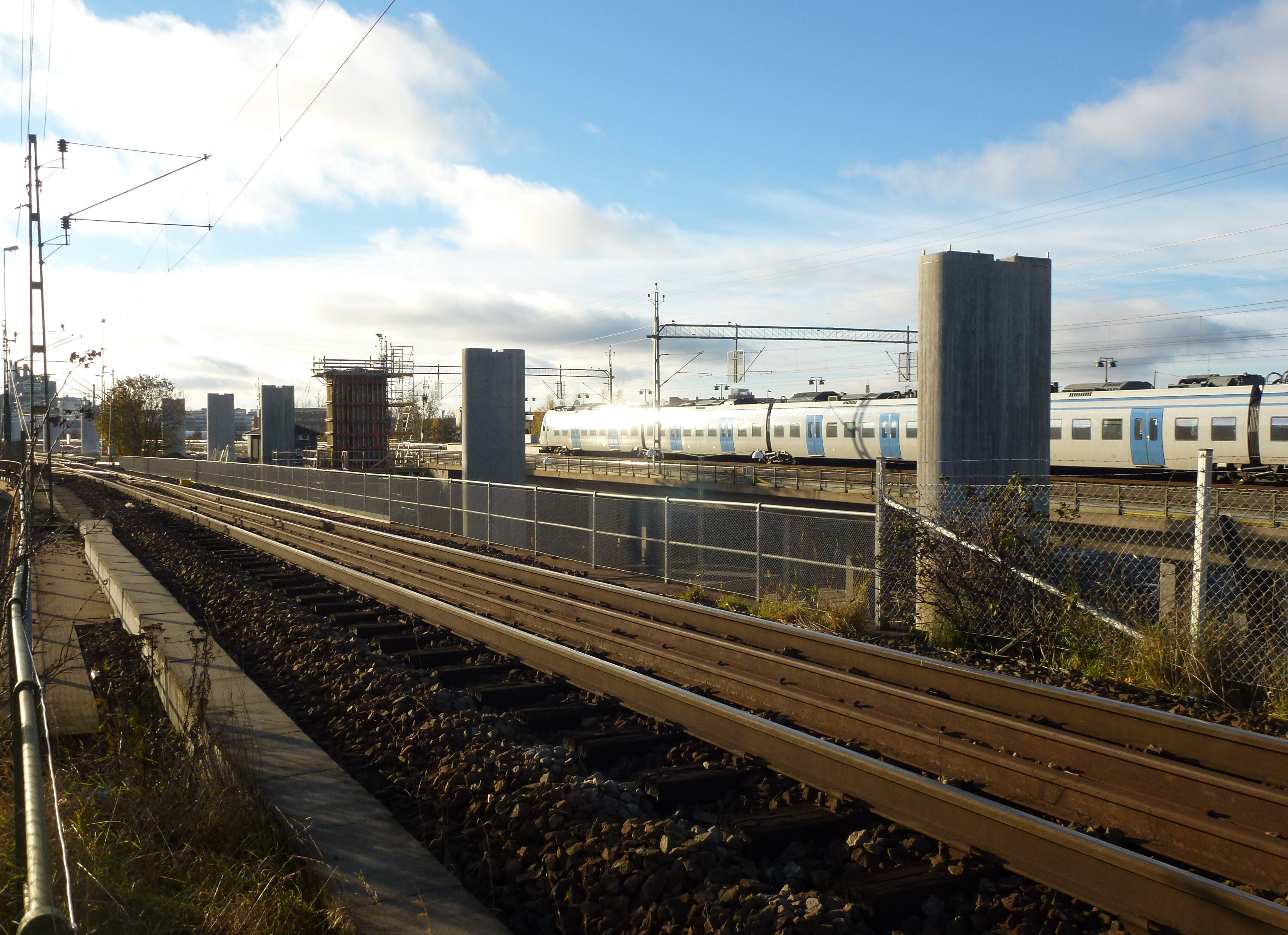
Bropelare, Årsta, november 2012
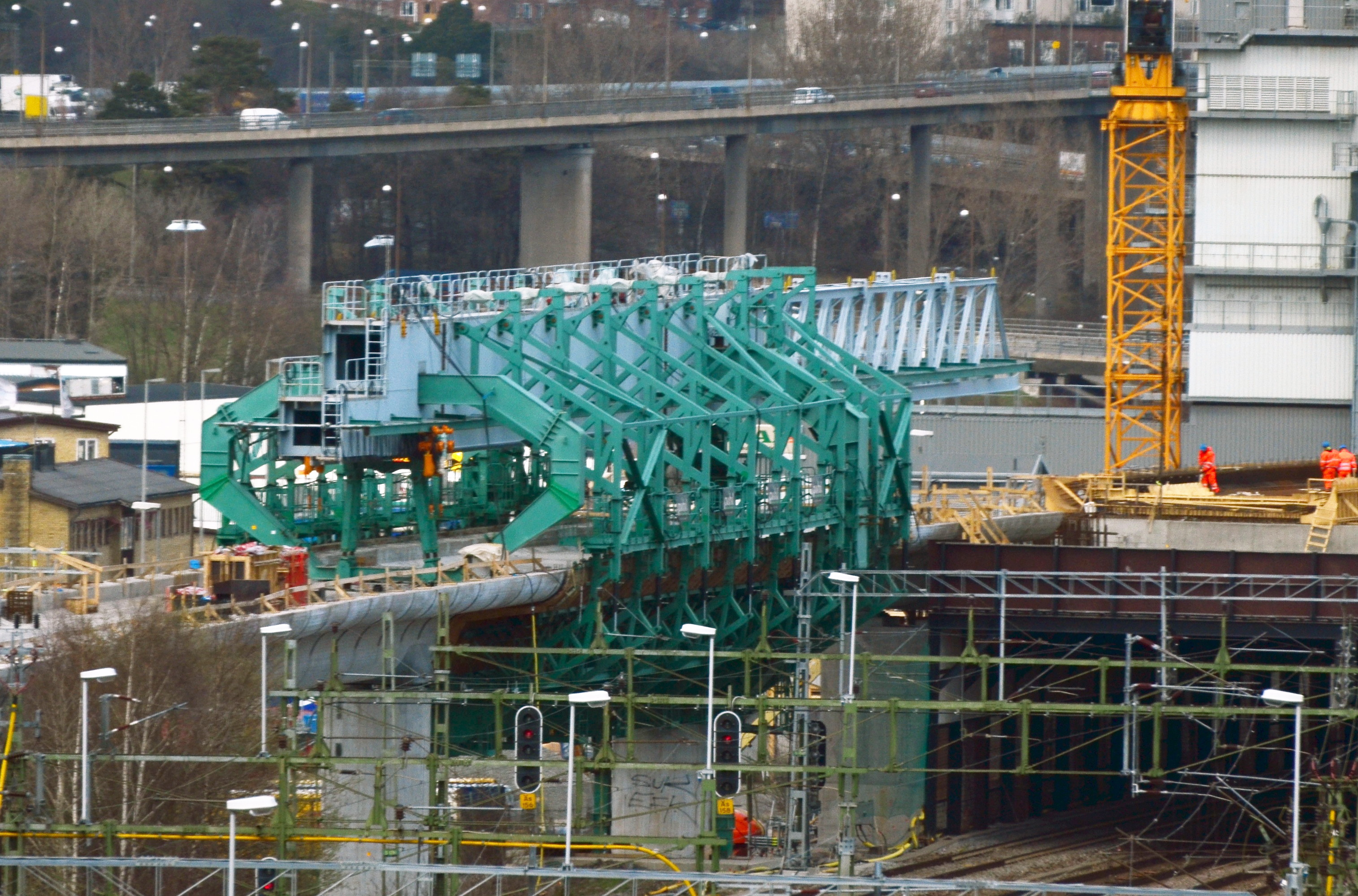
Stränggjutning med formvagn, april 2013
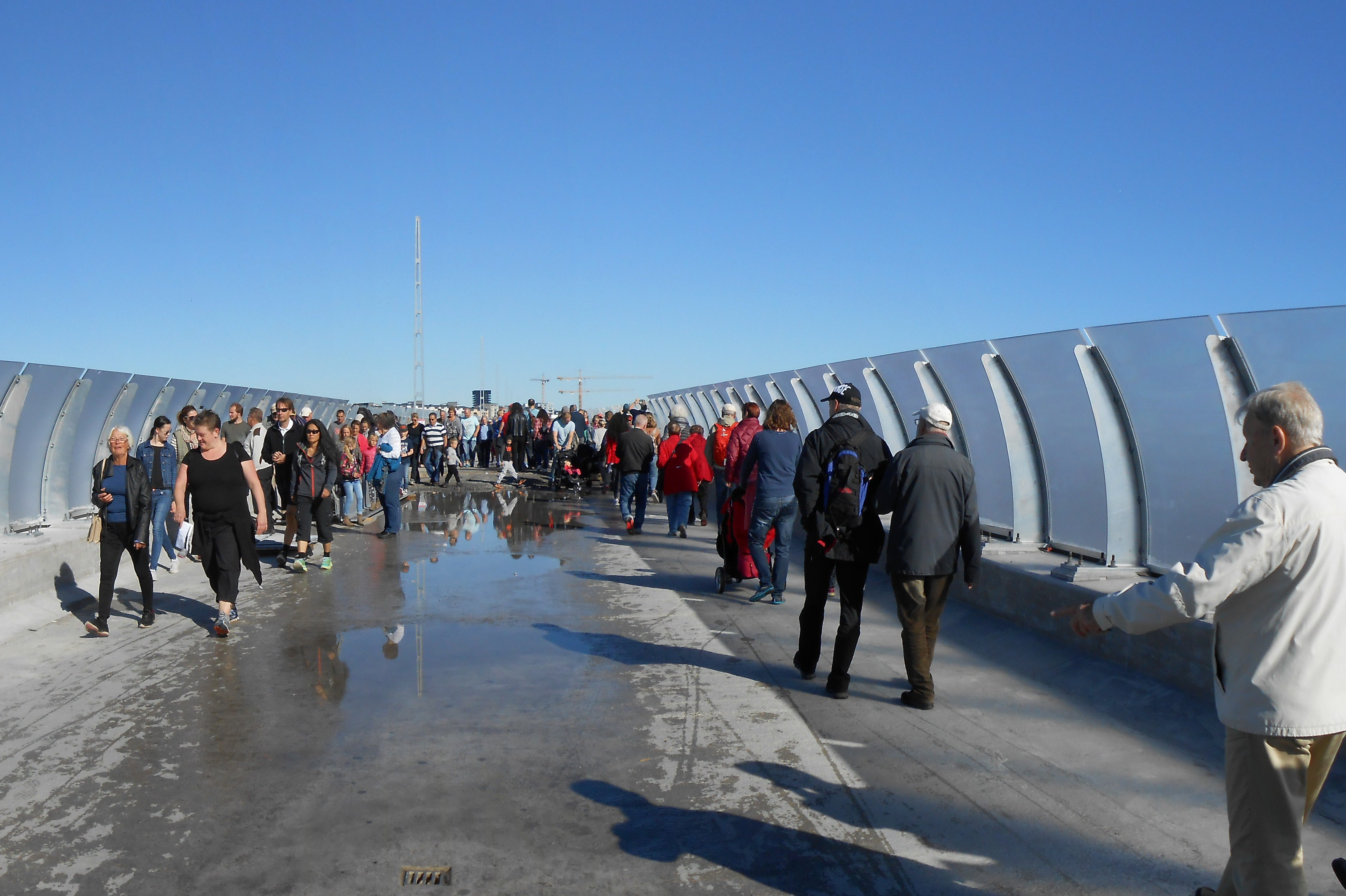
Bropromenad september 2015
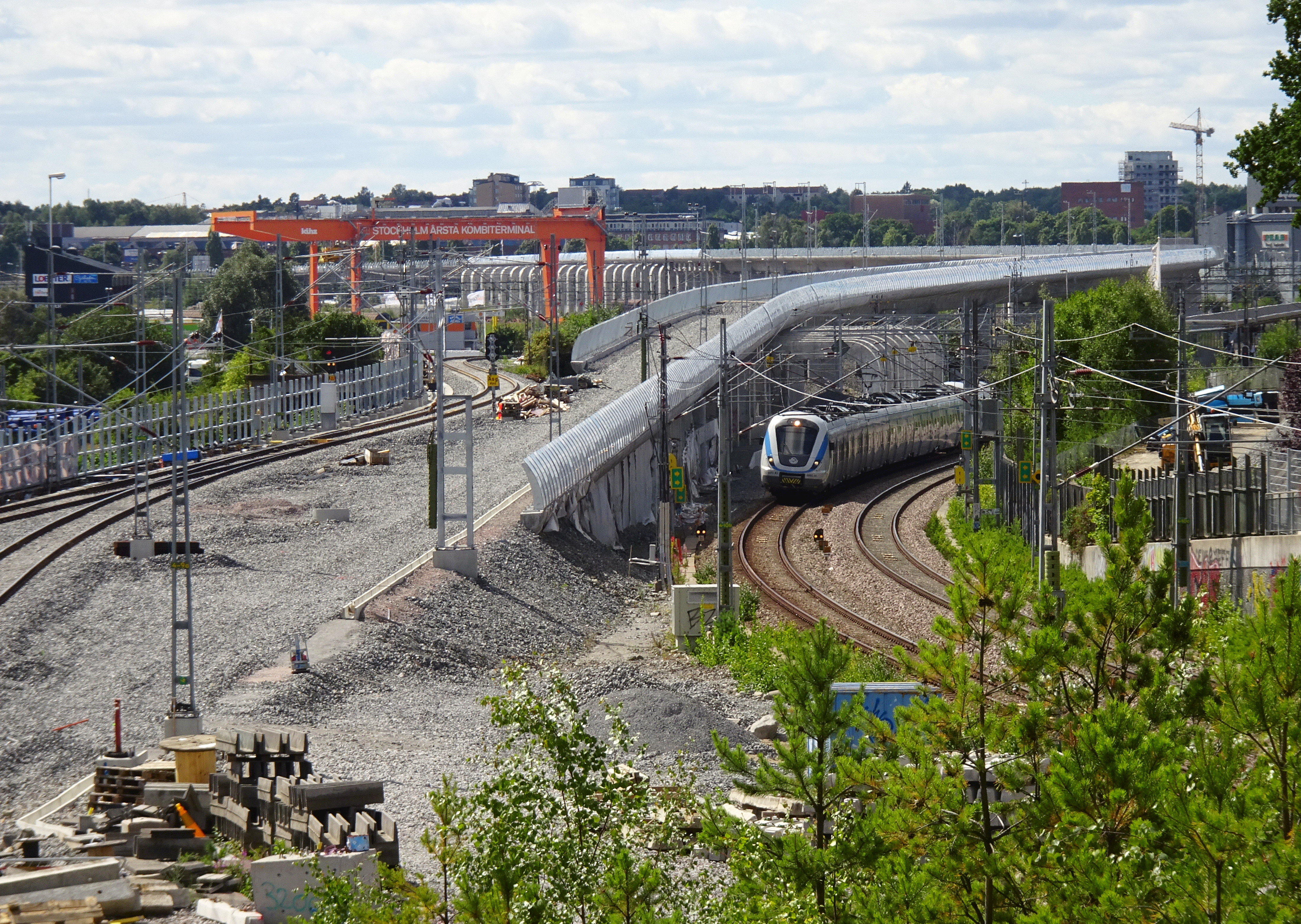
Älvsjöbågens norra avsnitt, juli 2016